# Nhà hát Múa rối và Diễn viên ở Łomża

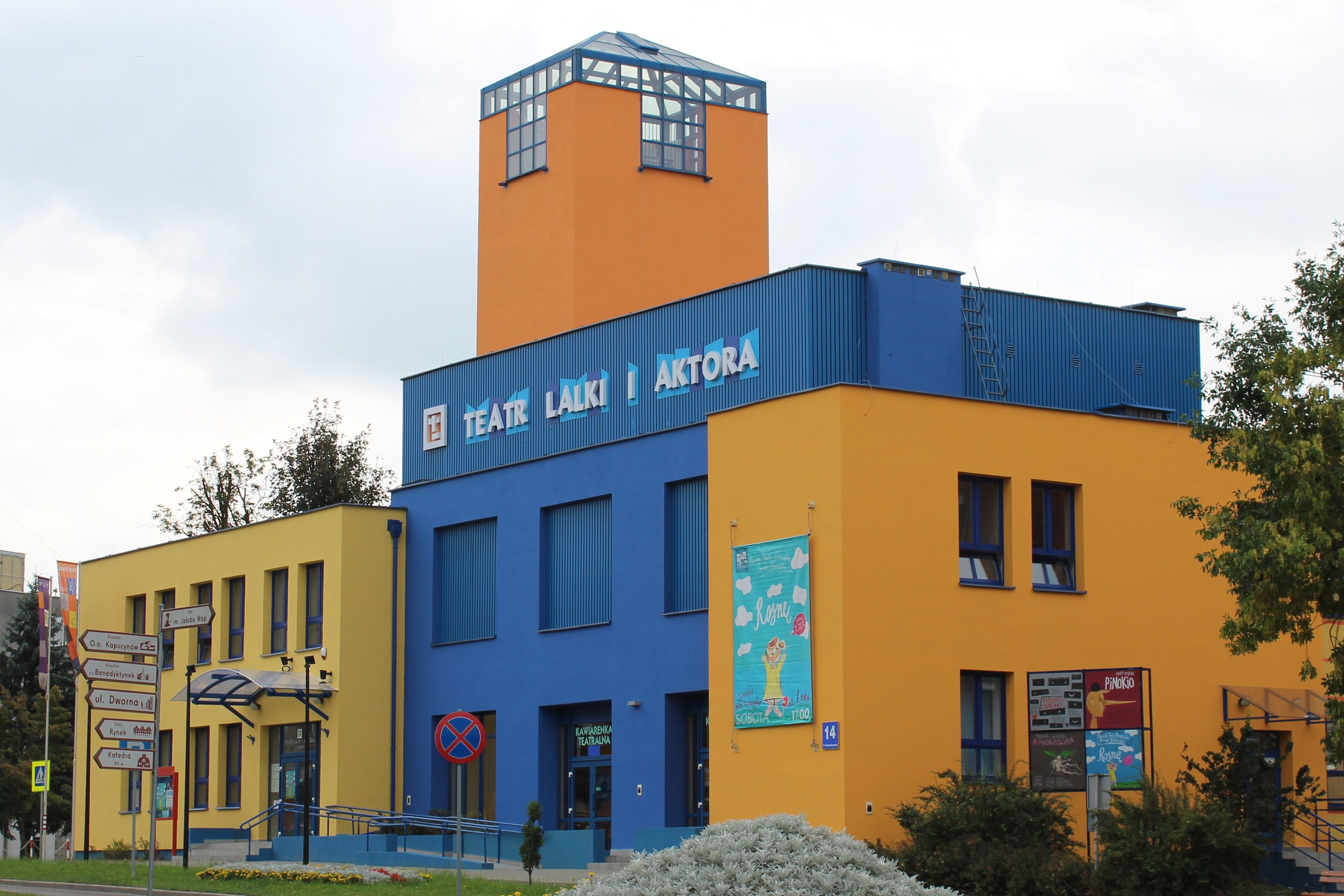
Nhà hát Múa rối và Diễn viên ở Łomża (2018)

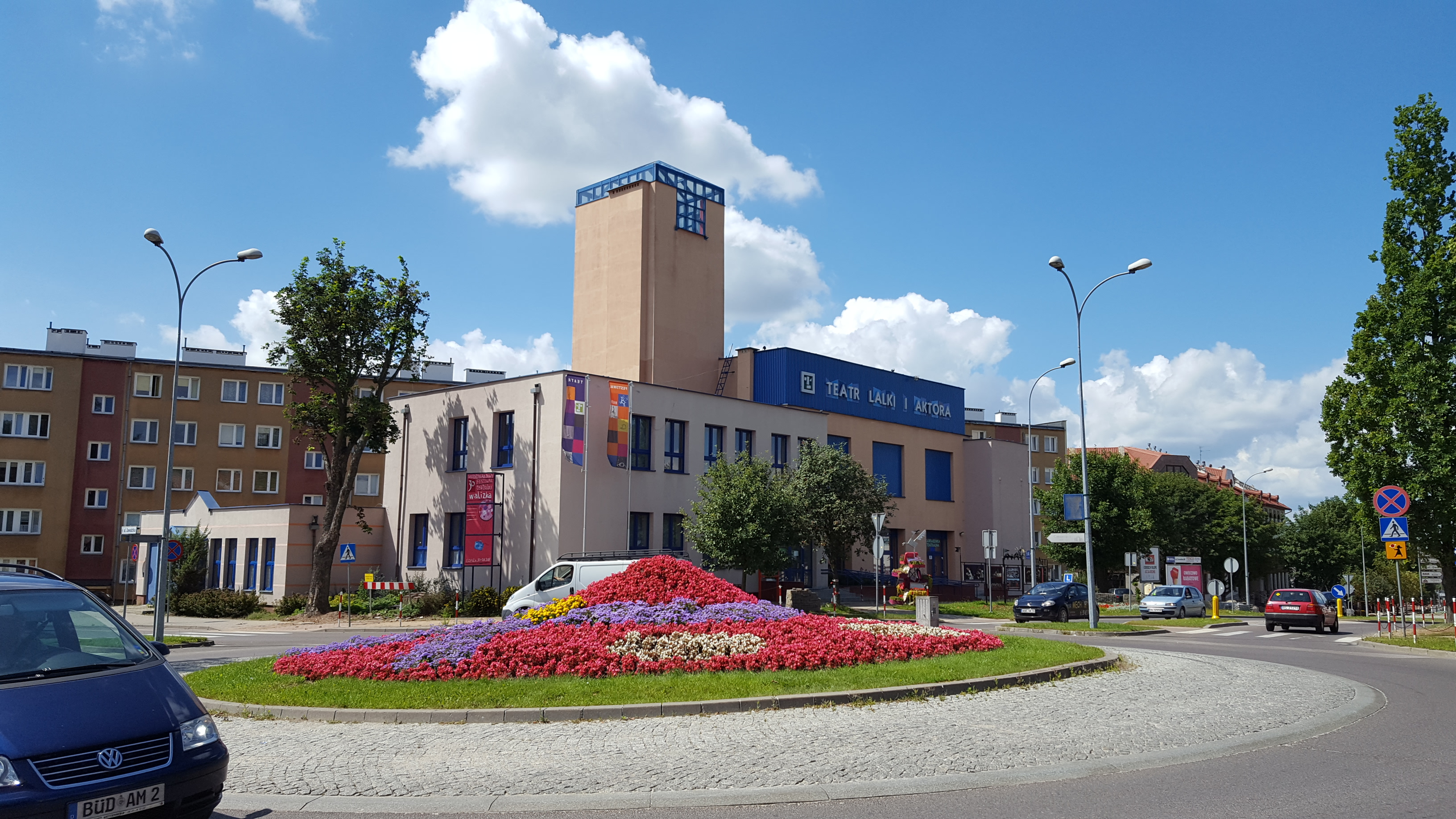
Nhà hát Múa rối và Diễn viên ở Łomża (2017)

Nhà hát Múa rối và Diễn viên ở Łomża (tiếng Ba Lan: Teatr Lalki i Aktora w Łomży) là một trong những sân khấu múa rối nổi tiếng ở Ba Lan, bắt đầu hoạt động vào cuối năm 1987.
Nhà hát đã mang các vở diễn đặc sắc đến khắp nơi ở Ba Lan cũng như quốc tế, chẳng hạn như Đức, Pháp, Serbia, Montenegro, Tây Ban Nha, Slovenia, Croatia, Nga, Bosnia và Herzegovina và Ukraina để nhiều khán giả hơn có cơ hội tiếp cận và thưởng thức.

## Tiết mục
Đối tượng: thu hút mọi đối tượng đặc biệt là khán giả nhỏ tuổi, thanh thiếu niên, người lớn, gia đình ở Łomża cho đến những du khách nước ngoài yêu nghệ thuật.
Các tiết mục của Nhà hát Múa rối và Diễn viên ở Łomża vô cùng phong phú, hấp dẫn mà cũng gần gũi - các màn trình diễn được dựng dựa trên các tác phẩm văn học kinh điển của Ba Lan và thế giới, kết hợp hoàn hảo giữa nghệ thuật cổ điển và đương đại, chẳng hạn như các tác phẩm Pinocchio, Nàng tiên cá, Vịt con xấu xí, hay Pipi tất dài.

## Sự kiện
Bên cạnh các chương trình biểu diễn thu hút, Nhà hát Múa rối và Diễn viên ở Łomża còn tổ chức nhiều hội thảo, lớp hướng dẫn và các hoạt động sân khấu độc đáo khác. Nhà hát là đơn vị tổ chức một lễ hội nổi tiếng ở Łomża: Liên hoan Sân khấu Quốc tế WALIZKA.